# لورا ديفيز (لاعبة غولف)
لورا ديفيز (بالإنجليزية: Laura Davies)‏ هي لاعبة غولف بريطانية، ولدت في 5 أكتوبر 1963 في كوفنتري في المملكة المتحدة.

## وصلات خارجية
- لورا ديفيز على موقع رابطة لاعبات الغولف المحترفات (الإنجليزية)
- لورا ديفيز على موقع رابطة أوروبا للاعبات الغولف المحترفات (الإنجليزية)